# Русе (община)
Русе (болг. Община Русе) — община в Болгарии. Входит в состав Русенской области. Население составляет 185 449 человек (на 15 мая 2008 года).
Административный центр в городе Русе.
Площадь территории общины 469,17 км².

## Состав общины
В состав общины входят следующие населённые пункты:
1. село Басарбово
2. село Долно-Абланово
3. город Мартен
4. село Николово
5. село Ново-Село
6. село Просена
7. город Русе
8. село Сандрово
9. село Семерджиево
10. село Тетово
11. село Хотанца
12. село Червена-Вода
13. село Ястребово